# Mistrovství Evropy v boxu 1996
XXXI. mistrovství Evropy v boxu proběhlo ve Vejle, Dánsko ve dnech 30. března až 7. dubna 1996. Organizátorem turnaje mistrovství Evropy byla European Amateur Boxing Association (EABA).
Mistrovství Evropy bylo zároveň kvalifikačním turnajem na olympijské hry v Atlantě v roce 1996.

## Česká a slovenská stopa
Mistrovství Evropy bylo jednou z fázi přípravy na olympijské hry v Atlantě. Přípravu vedl šéftrenér Svatopluk Žáček.
Šéftrenér české reprezentace: Svatopluk Žáček, trenér reprezentace Miroslav Kubánek
Na mistrovství Evropy startovalo za Česko 8 boxerů:
- −51 kg: Gabriel Hencz (* 1968) z SKP Sever Ústí nad Labem
- −57 kg: Konštantín Flachbart (* 1972) z SKP Sever Ústí nad Labem, Araik Šachbazjan (* 1972) z SKP Sever Ústí nad Labem
- −60 kg: Jaroslav Konečný (* 1976) z ASO Dukla Olomouc
- −67 kg: Pavel Dostál (* 1973) z TJ US Praga Praha
- −71 kg: Pavol Polakovič (* 1974) z ASO Dukla Olomouc
- −75 kg: Ľudovít Plachetka (* 1971) z SKP Kometa Brno
- −91 kg: Aleš Hrubý (* 1971) z SKP Kometa Brno
- +91 kg: Petr Horáček (* 1974) z TJ US Praga Praha

kvůli nemoci nahrazoval na posledních chvíli Araik Šachbazjan nemocného Konštantína Flachbarta. Rodák z Arménie Šachbazjan obdržel české občanství krátce před mistrovstvím Evropy.
Přípravu Slovenska směrem k olympijským hrám vedl Dušan Bučko. Nominaci mu komplikovala nepříznivá ekonomická situace v klubech – zcela ukončil činnost tradiční boxerský klub ZŤS Martin. Celá řada slovenských boxerů přestoupila k profesionálům – Milan Masný a další.
Šéftrenér slovenské reprezentace: Dušan Bučko, trenér slovenské reprezentace: Elenko Savov
Na mistrovství Evropy startovalo za Slovensko 7 boxerů:
- −48 kg: Peter Baláž (* 1974) z ŠKB Dubnica nad Váhom
- −54 kg: Roman Rafael (*1977/78) z ŠKP Bratislava, Gabriel Križan (* 1976) z ŠKP Bratislava
- −57 kg: Stanislav Vagaský (* 1974) z BK Bukóza Vranov nad Topľou
- −67 kg: Martin Červenka (* 1976) z ŠKP Bratislava
- −75 kg: Ivan Vasovčák (* 1965) z ŠKB Dubnica nad Váhom
- −91 kg: Roman Márnota (* 1972) z ŠKP Bratislava
- +91 kg: Miroslav Gavenčiak (*1967) z ŠKB Dubnica nad Váhom

jednička bantamové váhy do 54 kg Gabriel Križan dostal zelenou od lékaře krátce před odjezdem na mistrovství Evropy a nahradil dříve nominovaného Romana Rafaela.

## Výsledky
| Muži     | Zlato                  | Stříbro                    | Bronz                       | Bronz                     |
| -------- | ---------------------- | -------------------------- | --------------------------- | ------------------------- |
| –48 kg   | Daniel Petrov (BUL)    | Oleh Kyrjuchin (UKR)       | Rafael Lozano (ESP)         | Sabin Bornei (ROU)        |
| –51 kg   | Albert Pakejev (RUS)   | Julian Strogov (BUL)       | Serhij Kovhanko (UKR)       | Damaen Kelly (IRL)        |
| –54 kg   | István Kovács (HUN)    | Raimkul Malachbekov (RUS)  | John Hamid Larbi (SWE)      | Aleksandar Christov (BUL) |
| –57 kg   | Ramaz Palijani (RUS)   | Serafim Todorov (BUL)      | David Burke (ENG)           | Scott Harrison (SCO)      |
| –60 kg   | Leonard Doroftei (ROU) | Tončo Tončev (BUL)         | Christian Giantomassi (ITA) | Vahdettin İşsever (TUR)   |
| –63,5 kg | Oktay Urkal (GER)      | Nurhan Süleymanoğlu (TUR)  | Radoslav Suslekov (BUL)     | Sergej Bykovskij (BLR)    |
| –67 kg   | Hasan Al (DEN)         | Marian Simion (ROU)        | Oleg Saitov (RUS)           | Serhij Dzyndzyruk (UKR)   |
| –71 kg   | Francisc Vaștag (ROU)  | Markus Beyer (GER)         | Pavol Polakovič (CZE)       | György Mizsei (HUN)       |
| –75 kg   | Sven Ottke (GER)       | Zsolt Erdei (HUN)          | Alexandr Lebzjak (RUS)      | Jean-Paul Mendy (FRA)     |
| –81 kg   | Pietro Aurino (ITA)    | Jean-Louis Mandengue (FRA) | Yusuf Öztürk (TUR)          | Dmitrij Vybornov (RUS)    |
| –91 kg   | Luan Krasniqi (GER)    | Christophe Mendy (FRA)     | Wojciech Bartnik (POL)      | Kwamena Turkson (SWE)     |
| +91 kg   | Alexej Lezin (RUS)     | Volodymyr Klyčko (UKR)     | Attila Levin (SWE)          | René Monse (GER)          |

## Medailová bilance
V boxu se rozdělilo celkem 12 sad medailí.
| Pořadí | Stát            |       | Muži    | Muži  | Muži | Celkem |
| Pořadí | Stát            | Zlato | Stříbro | Bronz |      | Celkem |
| ------ | --------------- | ----- | ------- | ----- | ---- | ------ |
| 1.     | Rusko (RUS)     |       | 3       | 1     | 3    | 7      |
| 2.     | Německo (GER)   |       | 3       | 1     | 1    | 5      |
| 3.     | Rumunsko (ROU)  |       | 2       | 1     | 1    | 4      |
| 4.     | Bulharsko (BUL) |       | 1       | 3     | 2    | 6      |
| 5.     | Maďarsko (HUN)  |       | 1       | 1     | 1    | 3      |
| 6.     | Itálie (ITA)    |       | 1       | 0     | 1    | 2      |
| 7.     | Dánsko (DEN)    |       | 1       | 0     | 0    | 1      |
| 8.     | Ukrajina (UKR)  |       | 0       | 2     | 2    | 4      |
| 9.     | Francie (FRA)   |       | 0       | 2     | 1    | 3      |
| 10.    | Turecko (TUR)   |       | 0       | 1     | 2    | 3      |
| 11.    | Švédsko (SWE)   |       | 0       | 0     | 3    | 3      |
| 12.    | Španělsko (ESP) |       | 0       | 0     | 1    | 1      |
| 12.    | Anglie (ENG)    |       | 0       | 0     | 1    | 1      |
| 12.    | Skotsko (SCO)   |       | 0       | 0     | 1    | 1      |
| 12.    | Česko (CZE)     |       | 0       | 0     | 1    | 1      |
| 12.    | Polsko (POL)    |       | 0       | 0     | 1    | 1      |
| 12.    | Irsko (IRL)     |       | 0       | 0     | 1    | 1      |
| 12.    | Bělorusko (BLR) |       | 0       | 0     | 1    | 1      |
| Celkem | Celkem          |       | 12      | 12    | 24   | 48     |

## Evropská olympijské kvalifikace
Mistrovství Evropy bylo zároveň kvalifikačním turnajem na olympijské hry v Atlantě v roce 1996. Na olympijské hry postupovalo 9 až 11 nejlepších boxerů z každé váhové kategorie, tedy jistotu účasti na olympijských hrách zaručoval postup do čtvrtfinále mistrovství Evropy. Poraženi boxeři v předchozích kolech byli dáni do osudí a vylosováné dvojice se utkali o postupové 9. místo. Vyšší počet opravných kvalifikačních zápasů byl dán přímou kvalifikací až čtyř boxerů z Anglie, Walesu, Skotska a Severního Irska – jak známo na olympijských hrách startují pod jednou vlajkou Spojeného království.